# Cornelis van der Beck
Cornelis van der Beck (Mechelen, ... – Bamberga, 1694) è stato uno scultore fiammingo.

## Biografia

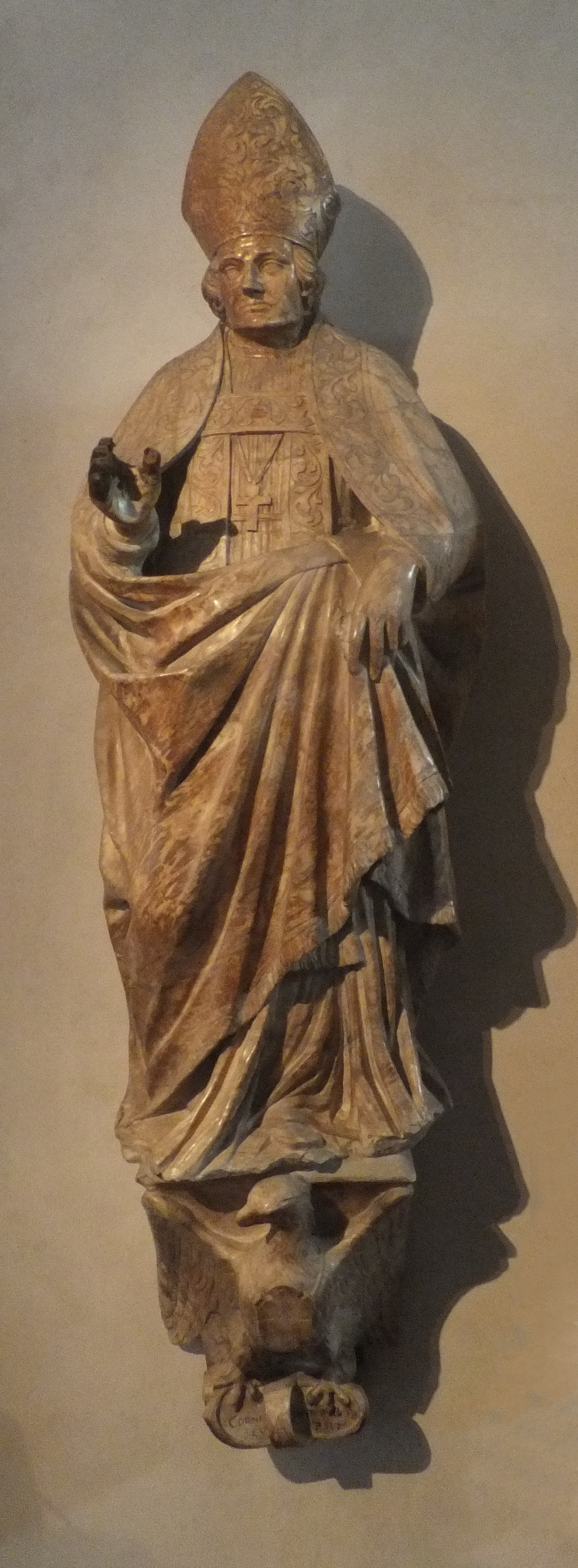
La statua di san Vigilio realizzata da Cornelis van der Beck

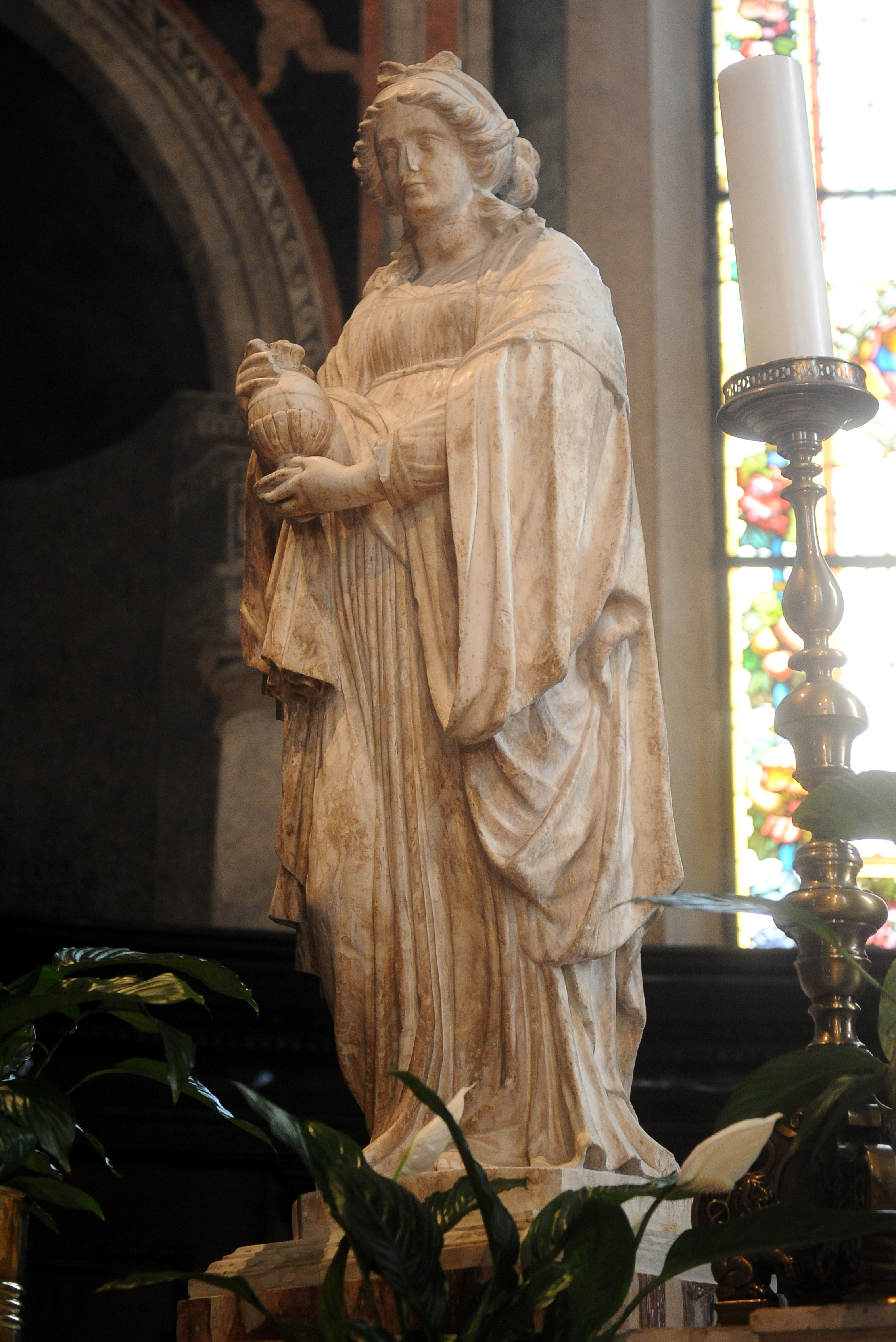
Statua di santa Maria Maddalena posta sull'altare della chiesa di Santa Maria Maggiore a Trento

Nato a Mechelen, nell'odierno Belgio, gran parte della vita di van der Beck non è documentata; ipotesi su un periodo di formazione a Roma e su un periodo di otto anni trascorso in Sassonia rimangono dubbie.
Le prime informazioni certe che lo riguardano attestano la sua presenza a Trento, al servizio dell'abate Luca Ferrari, per circa vent'anni, periodo terminato con la morte dell'abate nel 1686. Nel 1688 si trasferisce a Monaco di Baviera, e quindi assume il ruolo di architetto di corte a Bamberga, dove muore nel 1694.

### Opere
Durante il periodo trascorso a Trento, van der Beck realizzò, prima del 1673, due statue raffiguranti san Vigilio e santa Massenzia, conservate dapprima nel duomo di Trento ed ora nel museo diocesano tridentino, commissionategli da Francesco Alberti Poja (allora canonico della cattedrale); sempre per il duomo, van der Beck realizzò probabilmente l'altare dell'Immacolata, inserito nel coro e demolito nel 1737. Sempre di van der Beck sono le statue di santa Marta e santa Maddalena ubicate ai lati dell'altare principale della chiesa di Santa Maria Maggiore, e realizzate negli anni 1670. Realizzò inoltre dodici busti di pietra e grandezza quasi naturale (otto custoditi a Villa Margone, e quattro al museo diocesano tridentino), nonché oltre a diverse opere minori inventariate al momento della morte dell'abate Ferrari. A lui sono attribuite anche le statue dell'Assunta, un tempo collocata nel santuario di Santa Maria delle Grazie di Arco e ora situata presso il convento dei francescani di Trento, dei santi Vigilio e Cassiano poste sul sagrato della chiesa di San Michele a San Michele all'Adige e della Madonna col Bambino situata nella chiesa parrocchiale di Sant'Andrea di Terlago.